# 平鹿バスストップ
平鹿バスストップ（ひらかバスストップ）は秋田県横手市の秋田自動車道上にある高速バス専用のバス停留所である。現在、発着路線は無く休止中となっている。

## 概要
秋田県道267号金沢吉田柳田線と秋田自動車道の交点付近に位置する。横手市街地より南西に約3キロメートル進んだ場所である。2019年（令和元年）12月1日、高速湯沢 - 秋田線の運行経路の変更に伴い乗降取り扱いを中止。

## 停車路線
- 高速 湯沢〜秋田線 （羽後交通・秋田中央交通）
湯沢 - 岩崎 - 十文字 - 横手BT - 横手インター入口 - 平鹿BS - 旭BS - 角間川BS - 南外BS - イオン御所野店前 - 長崎屋BT - 秋田駅前 － 八橋市民広場前

## 隣
E46 秋田自動車道
(3) 横手IC - 平鹿BS - 旭BS - 角間川BS - 大森PA - (4) 大曲IC